# (44821) Amadora
(44821) Amadora (1999 TZ236) – planetoida z pasa głównego asteroid okrążająca Słońce w ciągu 3,88 lat w średniej odległości 2,47 j.a. Odkryta 3 października 1999 roku.